# Terminalia rubiginosa
Terminalia rubiginosa är en tvåhjärtbladig växtart som beskrevs av Karl Moritz Schumann. Terminalia rubiginosa ingår i släktet Terminalia och familjen Combretaceae. Inga underarter finns listade i Catalogue of Life.